# Залопанська пожежна частина
Залопанська пожежна частина (також — Пожежна частина № 3, Пожежна частина № 20 Харкова) — пожежна частина та історична будівля на Залопані у центрі Харкова. Споруджена у 1845—1857 роках і реконструйована у 1906—1908. Будівля є пам'яткою архітектури та містобудування місцевого значення № 7307-Ха. Одна з найперших будівель серед пожежних частин в Україні й найстаріша в місті Харкові. Пожежна частина № 3 розташована на вулиці Полтавський Шлях, 50.

## Історія
Залопанська пожежна частина була побудована як велика триповерхова станція з одноповерховими добудовами й вежею-каланчею висотою 34 метри у 1845—1857 роках. Автором проєкту або будівельником називають Аркадія Алфьорова.
На вежі пожежної частини завжди чергував постовий, який спостерігав за міськими вулицями. У разі займання черговий бив у дзвін певну кількість ударів з інтервалом, що було сигналом для пожежної команди, яка знаходилася внизу станції.
Перша реконструкція була проведена архітектором Борисом Корнієнком у 1906—1908 роках.
З часом вежа втратила свою актуальність і стала виключно архітектурним елементом. Також на території частини розташовувалися особовий склад підрозділу пожежної охорони, стайні й кінно-бочарні хода. Крім цього, поруч було прибудовано і приміщення для утримання арештантів.
Ще одна реконструкція була проведена в 2008 році, оскільки на стінах будівлі утворилися великі тріщини, які загрожували повним руйнуванням будівлі. На прохання рятувальників відразу з двох бюджетів — міського та обласного виділили 400 тисяч гривень. Після ремонту тут збиралися відкрити експозиції пожежного інструменту, але вежа виявилася надто маленькою, щоб розміщувати там виставку.
25 листопада 2011 року на флюгері каланчі було встановлено герб України.
Натепер пожежна частина має назву 3-ї пожежної частини міста Харкова.